# Старий Коник
Старий Коник (пол. Stary Konik) — село в Польщі, у гміні Галінув Мінського повіту Мазовецького воєводства.
Населення — 188 осіб (2011).
У 1975-1998 роках село належало до Варшавського воєводства.

## Демографія
Демографічна структура станом на 31 березня 2011 року:
|          | Загалом | Допрацездатний вік | Працездатний вік | Постпрацездатний вік |
| -------- | ------- | ------------------ | ---------------- | -------------------- |
| Чоловіки | 85      | 12                 | 58               | 15                   |
| Жінки    | 103     | 27                 | 55               | 21                   |
| Разом    | 188     | 39                 | 113              | 36                   |